# Disastro di Ufa
Il disastro di Ufa fu un gravissimo incidente dovuto all'esplosione del gas liquido disperso nell'ambiente fuoriuscito da una fessurazione di un gasdotto che correva (a circa un 1 km) parallelamente alla Ferrovia Transiberiana, innescata dalle scintille sprigionate dal passaggio di due treni.
Avvenne il 4 giugno 1989 alle 1:15 (ora locale) tra le città di Ufa e Aša, nel distretto di Iglinskij, nell'ex Unione Sovietica e coinvolse i treni in transito. 
La commissione di indagine governativa presieduta da Vitaly Doguzhiyev, affermò che i treni stavano trasportando 1 284 passeggeri. Si accertò che, nonostante la prima informazione di agenzia avesse stimato la morte di 607 persone queste erano state poi accertate in 645, tra cui 181 bambini; altre 600 circa erano rimaste ferite. I due treni infatti stavano trasportando bambini in direzione e di ritorno da una colonia di vacanze sul mar Nero. L'esplosione fu stimata a 10 chilotoni di TNT, ovvero quasi equivalente all'esplosione di Hiroshima, e fu così potente da mandare in frantumi le finestre della città di Aša distante 13 km dall'epicentro. Le cause del disastro vanno ricercate nella negligenza degli ingegneri addetti all'oleodotto che, avendo registrato tre ore prima dell'esplosione una caduta di pressione nell'oleodotto, decisero di riportare la pressione a valori normali invece di verificare eventuali perdite.